# Tadeusz Paryjczak
Tadeusz Mieczysław Paryjczak (ur. 12 marca 1932 w Łopatynie, zm. 17 lipca 2019 w Łodzi) – polski chemik, specjalizujący się w badaniach procesów katalitycznych, a także w zielonej chemii.

## Życiorys
Syn Władysława i Michaliny. W 1954 roku, jako student Wydziału Chemicznego Politechniki Łódzkiej, został zatrudniony na stanowisku zastępcy asystenta w Katedrze Chemii Nieorganicznej. Studia ukończył w 1956 roku. Stopień doktora nauk technicznych uzyskał w 1963, a doktora habilitowanego w 1970 roku. W 1976 roku otrzymał tytuł profesora nauk chemicznych. Od 1976 do 2002 kierował Instytutem Chemii Ogólnej i Ekologicznej Politechniki Łódzkiej (który do 1991 roku nosił nazwę Instytutu Chemii Ogólnej). Przez niemal 20 lat był dziekanem Wydziału Chemicznego Politechniki Łódzkiej (1975–1981, 1984–1990, 1993–1999).
W badaniach nad procesami adsorpcji i katalizy wykorzystywał techniki chromatografii gazowej. Obiektem jego badań były katalizatory tlenkowe oraz mono- i bimetaliczne, oparte na metalach VIII grupy układu okresowego, umieszczane na nośnikach.
Jego monografia Chromatografia gazowa w badaniach adsorpcji i katalizy (PWN, wyd. 1 1975, wyd. 2 zmienione 1986) ukazała się również w kilku wydaniach w języku angielskim.

## Publikacje
- Chromatografia gazowa w badaniach adsorpcji i katalizy (1975, ISBN 83-01-06845-0)
- Laboratorium chemiczne dla studentów budownictwa (1978, współautor)
- Chromatografia gazowa w badaniach adsorpcji i katalizy (PWN 1975, ISBN 83-01-06845-0); Gas chromatography in adsorption and catalysis (Ellis Horwood, Chichester, West Sussex 1975, ISBN 978-83-01-06118-0; Halsted Press, New York, 1986, ISBN 978-0-470-20131-2);
- Rozwój technologii chemicznej i potrzeby małych i średnich przedsiębiorstw (2003, redakcja materiałów konferencyjnych, ISBN 83-918773-3-7)
- Zielona chemia (2005, ISBN 83-86492-34-1)

## Nagrody i wyróżnienia
- Nagroda Naukowa Miasta Łodzi (2001)
- Krzyż Komandorski Orderu Odrodzenia Polski (2002)[5]
- Krzyż Oficerski Orderu Odrodzenia Polski (1996)[6]
- doktorat honoris causa Politechniki Szczecińskiej (14 stycznia 2002)[7]
- doktorat honoris causa Politechniki Łódzkiej (15 listopada 2006)[8]
- Medal im. Prof. Wojciecha Świętosławskiego (2007)[9]
- Medal Andrzeja Waksmundzkiego (nagroda Komitetu Chemii Analitycznej PAN, 2007)